# Jacques Dognin
Pour les articles homonymes, voir Dognin (homonymie).
Jacques Dognin, né à Paris (16e) le 2 juillet 1922 et mort le 19 novembre 2005 à Vannes, est un résistant et déporté français qui s'est illustré durant la Seconde Guerre mondiale.

## Biographie

### Famille et enfance
Jacques est le treizième des quinze enfants d'Étienne Dognin (fils de Paul Dognin et directeur de la Maison Dognin) et de Marie Préveraud de Laubépierre de Vaumas. Après des études comme interne à Saint-Martin-de-France (Pontoise), il intègre l'École Sudria (Paris).

### Seconde Guerre mondiale

#### Entrée dans la Résistance
En juillet 1941, Jacques Dognin a dix-neuf ans et rejoint la zone libre pour intégrer l'Armée d'Afrique, mais ses nombreuses connexions familiales en zone occupée lui valent d'y être renvoyé pour intégrer, sous le pseudonyme de Datry, un réseau de renseignement rattaché au Service national Maquis basé en Haute-Normandie.
À l'été 1943, plusieurs chantiers de construction d'une structure inhabituelle sont signalés en Haute-Normandie. Jacques Dognin, alors isolé de son groupe par des arrestations, intègre plusieurs réseaux locaux qui cherchent à identifier les sites de lancement des rampes de V1/V2 sur le littoral et à en communiquer la position aux renseignements britanniques. Il rejoint ainsi, à l'automne 1943, le réseau Navarre.

#### Arrestation et déportation

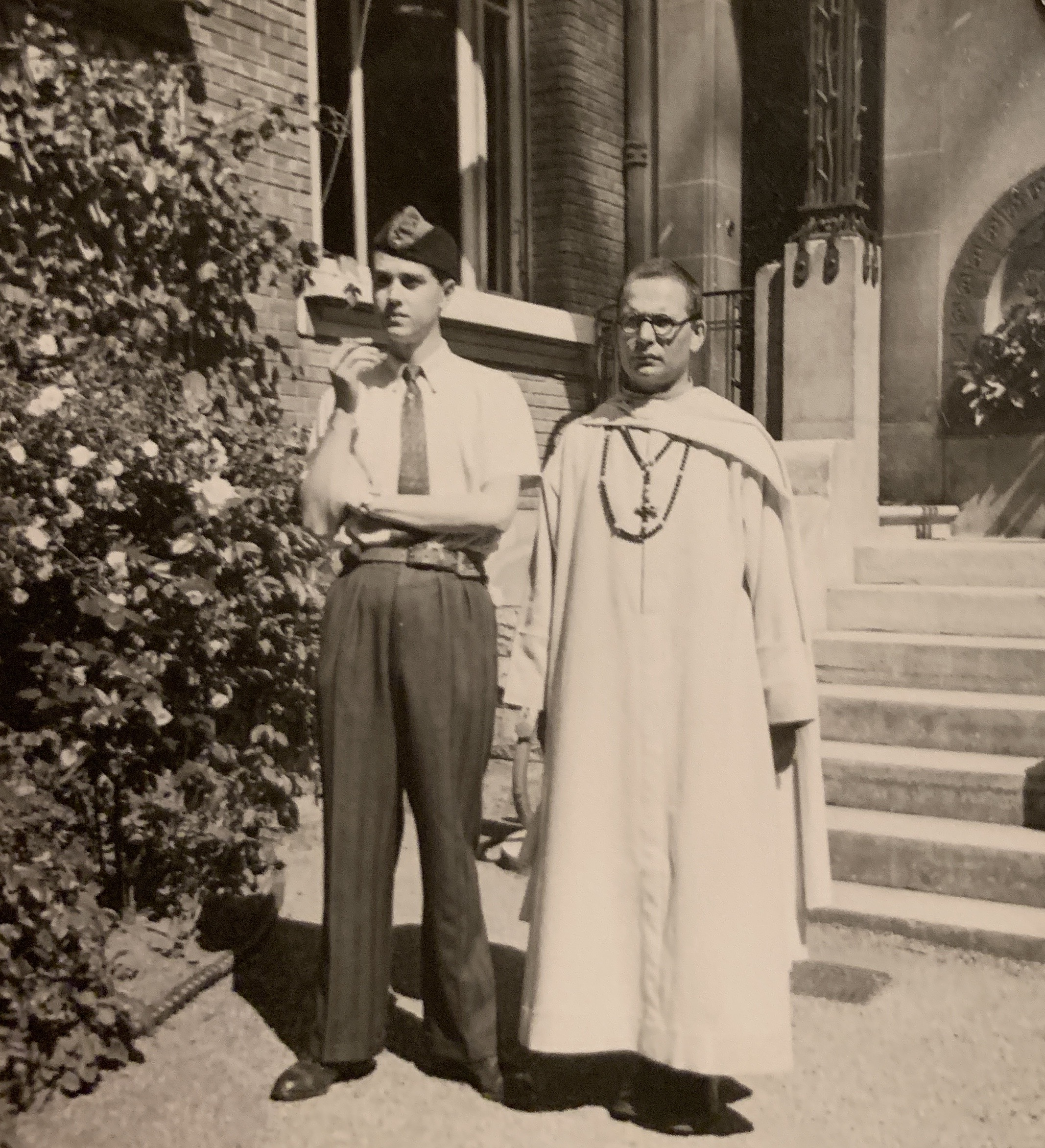
Jacques Dognin et le Père Leloir (Paris, 10 juillet 1945)

Dénoncé, avec plusieurs de son réseau, il est arrêté le 17 décembre 1943 à Rouen. Torturé par la Gestapo et condamné à mort par un tribunal militaire allemand le 13 mars 1944, il est interné à Fresnes. Il y partagera la cellule de Gilbert Gardiol et Michel Hollard. En juillet 1944, après que sa peine a été commuée en déportation, il est transféré au camp de Royallieu (Compiègne) qu'il quitte le 17 août 1944 pour Buchenwald (Convoi n° 79).
Durant sa détention, Jacques Dognin (n° 78 971), très attaché à sa foi chrétienne, s'engage dans la résistance spirituelle organisée à Buchenwald autour des quelques prêtres (dont le Père Leloir), séminaristes et religieux qui ont pu dissimuler leur vocation — tout acte de spiritualité étant puni de mort. Il se voit ainsi confier la responsabilité du petit camp et de l'aide aux malades avec pour mission de « rayonner par son exemple et de distribuer l'Eucharistie » (grâce à une custode dissimulée dans sa ceinture).
Face au surpeuplement du camp, Jacques Dognin et nombre des hommes de son convoi ne quitteront le « mouroir du petit camp » – normalement réservé à la quarantaine des nouveaux arrivants — qu'à la libération de Buchenwald le 11 avril 1945.

### Après la Libération
À l'issue de la guerre, Jacques Dognin est envoyé par l'armée française en convalescence en Suisse. À son retour, il se marie, fonde une famille et poursuit sa carrière professionnelle comme ingénieur, les séquelles de sa déportation ne lui permettant plus de reprendre une carrière militaire. Il s'engage alors pour soutenir la mémoire et les familles des Français victimes des divers conflits.

## Décorations, affiliations et postérité

### Décorations
- Officier de la Légion d'honneur (1971[9])
  -  Chevalier de la Légion d'honneur (1959[10])
- Commandeur de l'ordre national du Mérite (1999[11])
- Croix de guerre 1939-1945 (1948), avec citations : 
  -  à l'ordre du corps d'armée
  -  à l'ordre de l'armée
- Croix du combattant volontaire de la Résistance
- Croix du combattant
- Médaille de la déportation pour faits de Résistance
- Chevalier du Saint-Sépulcre de Jérusalem (Vatican)

### Affiliations et engagements associatifs
- Société des membres de la Légion d'honneur (SMLH)
- Union nationale des associations de déportés, internés et familles de disparus (UNADIF)
- Le Souvenir français
- Ordre équestre du Saint-Sépulcre de Jérusalem

### Postérité
Au cours de son internement à Buchenwald, Jacques Dognin réalise clandestinement un carnet à partir de matériaux de récupération. Les 214 feuilles qu'il contient regroupent un répertoire d’adresses, un hommage aux morts du camp, des témoignages écrits par des camarades de déportation, des dessins ainsi que des réflexions personnelles décrivant la vie à Buchenwald. Ce carnet est entré dans les archives de la Défense en 2019 et est visible au musée de l'ordre de la Libération (Paris).
La custode, également réalisée à Buchenwald à partir de matériaux de récupération et utilisée pour transporter clandestinement l'Eucharistie dans le camp, a été versée au trésor de la basilique Sainte-Anne d'Auray (Morbihan).

## Liens, bibliographie et références